# Club Baloncesto Rosalía de Castro
El Club Baloncesto Rosalía de Castro és un club de bàsquet de Santiago de Compostel·la (Galícia) que juga a la lliga LEB Oro.

## Trajectòria
- 2003: 16è (LEB) i descens a LEB 2
- 2004: 5è (LEB 2)
- 2005: 15è (LEB 2)
- 2006: 9è (LEB 2)
- 2007: 2n (LEB 2) i ascens a LEB Oro